# XXX Победоносен Улпиев легион
XXX Победоносен Улпиев легион (на латински: Legio XXX Ulpia Victrix) е римски легион.
Сформиран е през 105 г. от император Траян. Разформирован е в началото на 5 век. Легионът е сформиран през 105 г. заедно с II Безстрашният Траянов легион по време на втората Дакийска война (105 – 106) на император Траян (98 – 117) под името Leg XXX Ulpia Germanica от италиански войници. Името му Улпиев (Ulpia) се отнася за името на император Траян (Марк Улпий Траян). След победоносното му участие във втората дакийска война (106/107) Legio XXX Ulpia получава допълнителното име Victrix („Победоносният“).
Около 211 г. легионът получава за пръв път почетното име Pia Fidelis („верен и лоялен“) от император Септимий Север. Император Галиен (253 – 268) му дава това име за седми път: VII Pia VII Fidelis. При император Александър Север (222 – 235) легионът се нарича и XXX U. V. Alexandriana, XXX U. V. Severiana Alexandriana Pia Fidelis или XXX U. V. Pia Fidelis Severiana Alexandriana.
Неговите емблеми през 1 и 2 век са боговете Нептун и Юпитер, както и козирог. През средата на 3 век при Галиен носи символа Нептун, при Викторин около 270 г. Козирог и 290 г. при Караузий отново Нептун като символ.
Легионът е стациониран в Горна Мизия по време на Дакийската война, 106 г. след края на войната в Горна Панония в Kastell Brigetio, 119 и 121/122 г. е в лагера Ветера II (до Ксантен) в Долна Германия и след това в Британия.
През ранния 4 век една част (вексилариите) на легиона се бие за Константин Велики против Максенций. Войниците от легиона са изобразени няколко пъти на Арката на Константин.
- Денарий от 193 г. на Септимий Север в чест на XXX Победоносен Улпиев легион
- Центурион на ХХХ легион, възстановка